# 密西根大学文理艺术学院
密西根大学文理艺术学院（英語：University of Michigan College of Literature, Science, and the Arts; LSA），是美国密西根大学下设的文理学院。它成立于1841年，至今已是密西根大学规模最大的学院。它位于密西根大学中央校区，与罗斯商学院、密大法学院、信息学院等相邻，靠近安娜堡市区。
该学院下设多个专业，包括数学、化学、物理、生物、天文、地质、经济、心理学、统计学、历史、传媒、考古、哲学、文学、外语、艺术史、社会学等。其中大多数专业排名在全国前十。
2013年，海伦·泽尔捐赠了五千万美元给该学院，是该学院获得过的最大额的捐款。